# 2257 Kaarina
2257 Kaarina è un asteroide della fascia principale. Scoperto nel 1939, presenta un'orbita caratterizzata da un semiasse maggiore pari a 2,4881254 au e da un'eccentricità di 0,2400609, inclinata di 5,07009° rispetto all'eclittica.
L'asteroide è dedicato a Kaarina Soini, figlia dello scopritore.